# Reigandō

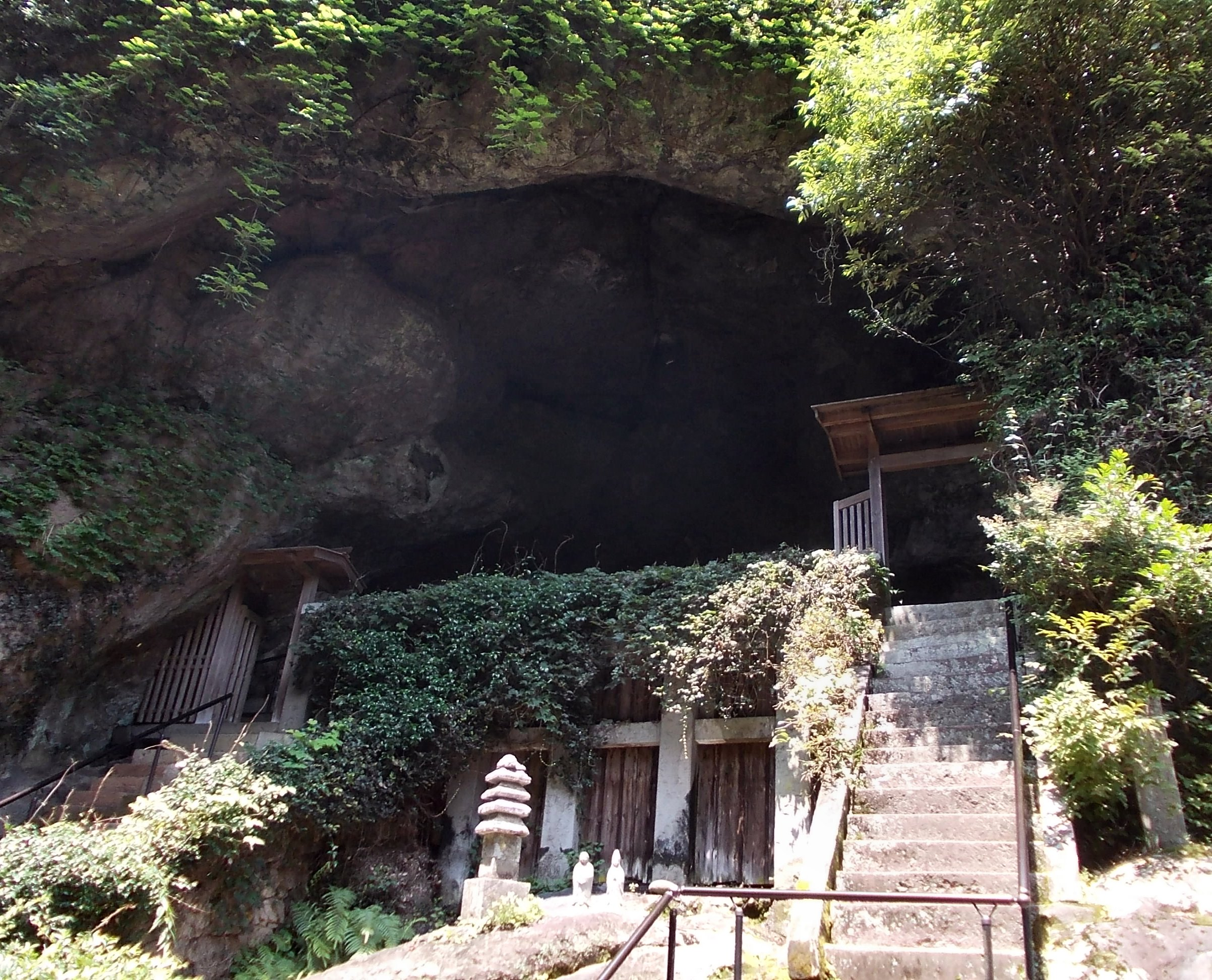
Reigandō

Reigandō (霊巌洞, "Caverna do Espírito da Rocha") é uma caverna a oeste de Kumamoto, Japão, que foi lar temporário do lendário samurai, Miyamoto Musashi. A partir de 1643, Musashi passou a maior parte dos seus últimos meses de vida na caverna, meditando e escrevendo seu Livro dos Cinco Anéis. A caverna pode ser facilmente acessada de ônibus a partir de Kumamoto e fica próxima à cidade de Tamana.